# Сигюн
Сигюн (Sigyn) — богиня второго плана в скандинавской мифологии. Жена бога-ётуна Локи.

## Верная жена
После наказания, которое Локи получил от асов, Сигюн не покинула его и осталась ему верна, как и его дети. Локи прикован к скалам кишками своего убитого сына (так как это единственное, что родитель никогда не сможет разорвать), а над его головой закреплена ядовитая змея, яд которой льется на голову Локи, заставляя его страдать. Но верная жена бога Сигюн держит над ним чашу, в которую и собирается яд. Когда чаша переполняется, Сигюн идёт опорожнить её, а в это время яд капает на лицо Локи, и он бьётся в мучениях. Именно это по преданию является причиной землетрясений в Мидгарде.

## Дети
Сигюн не только жена, но и мать — у неё есть двое сыновей от Локи — Нарви и Вали (в др. вариантах: Нари и Нарви, Вали и Царви).

## В культуре
Ещё в Средние века сюжет о Локи и Сигюн пользовался популярностью — соответствующие изображения, датируемые 11 веком находили даже в Англии. Сегодня об этом мифе написаны книги, нарисованы картины. Отношение к Сигюн здесь уже скорее сочувственное, не как к сосланной вместе с осужденным, а как к верной жене и несчастной матери.
- Сигюн — персонаж в детской синтез-опере Льва Конова «Асгард».